# トラヴィス・ウェスター
トラヴィス・ウェスター（Travis Wester, 1977年10月8日 - ）は、アメリカ合衆国の俳優である。

## 出演作品

### テレビ
- コールドケース 迷宮事件簿
- ボーンズ　-骨は語る-
- スーパーナチュラル
- CSI:科学捜査班
- ER緊急救命室
- Scrubs〜恋のお騒がせ病棟
- ボストン・パブリック
- ビバリーヒルズ青春白書
- ターボチャージド・サンダーバード

### 映画
- ゴッド・ブレス・アメリカ
- ウエスト・オブ・ザ・デッド
- ユーロトリップ
- スプリング・ブレイク 自己弁護大騒動